# القوریه
القوریة یک منطقهٔ مسکونی در سوریه است که در استان دیرالزور واقع شده‌است.

## خصوصیات
القوریة ۲۸٬۱۷۲ نفر جمعیت دارد.